# 順川駅
順川駅（スンチョンえき）は朝鮮民主主義人民共和国平安南道順川市に位置する朝鮮民主主義人民共和国鉄道省平羅線と満浦線の駅である。満浦線の起点駅となっており、平羅線と満浦線の分岐駅である。

## 歴史
- 1928年10月15日：開業[1]。
- 1932年11月1日：満浦線部分開業により分岐駅となる。
- 1939年10月1日：満浦線全線開業により南満州鉄道と接続、平壌から当駅を経由して吉林に向かう845・846列車の運行開始。